# Programa das Nações Unidas para o Meio Ambiente
O Programa das Nações Unidas para o Meio Ambiente, PNUMA  (no Brasil)  ou Programa das Nações Unidas para o Ambiente, PNUA (em Portugal) ou, em inglês, United Nations Environment Programme, UNEP , é um programa das Nações Unidas voltado à proteção do meio ambiente e à promoção do desenvolvimento sustentável.
O PNUMA foi criado em 15 de dezembro de 1972 durante a Assembleia Geral das Nações Unidas, sendo regido pela Carta da ONU. Tem como objetivo coordenar as ações internacionais de proteção ao meio ambiente e de promoção do desenvolvimento sustentável. Para isso, trabalha com grande número de parceiros, incluindo outras entidades das ONU, organizações internacionais, organizações ligadas aos governos nacionais e organizações não governamentais.
Principal autoridade global e um defensor autorizado do meio ambiente, o programa tem por objetivo  promover a conservação do meio ambiente e o uso eﬁciente de recursos no contexto do desenvolvimento sustentável.
O PNUMA encontra-se localizado em uma junção de dois órgãos da ONU, a Assembleia Geral e o Conselho Econômico e Social, sendo um dos programas mais antigos em vigência.

## História
A preocupação com as problemáticas relacionadas ao meio ambiente ou o “despertar da consciência ecológica”, tem inicio logo após a Segunda Guerra Mundial, em um dos artigos da Carta das Nações Unidas que definem a utilização de agências e programas especializadas como o meio de ação da ONU para chegar até a população. 
Mas esse processo só ganhou mais importância social e política durante a década de 70, graças à organização de partidos verdes na Europa. O presidente francês François Mitterrand chegou a sugerir a criação de uma autoridade Ambiental Mundial, enquanto circulava a ideia de uma Cruz Verde.
As perspectivas ecológicas também tem início com o Clube de Roma, pois este “propunha uma mudança de rumo global destinada a formar uma condição de estabilidade ecológica e econômica que se possa manter até um futuro remoto”. Este também foi o responsável pela primeira versão do conceito de desenvolvimento sustentável.
As preocupações ecológicas procederam de tal forma que no ano de 1972 foi realizada a primeira Conferência Internacional do Meio Ambiente, em Estocolmo, na Suécia, que contou com a participação de cerca de 113 países e 250 ONG’s. A Conferência teve como resultados a Declaração sobre o Ambiente Humano, que em suas 8 metas e 26 princípios defendem a importância do meio ambiente, o alerta sobre a preservação deste e a responsabilidade dos países em preserva-lo, e por fim criação o do Programa das Nações Unidas para o Meio Ambiente (PNUMA).
Após a Conferência de Estocolmo em 1972, nasce uma comoção mundial em relação as preocupações ambientais. Como está em seu preâmbulo “A Conferência das Nações Unidas sobre o Meio Ambiente Humano, reunida em Estocolmo de 5 a 16 de junho de 1972, atenta à necessidade de um critério e de princípios comuns que ofereçam aos povos do mundo inspiração e guia para preservar e melhorar o meio ambiente humano”.
Torna-se necessário a criação de uma instituição que produza legislações ambientais e promova conscientização ambiental a nível mundial, garantindo a proteção e preservação do meio ambiente. O parágrafo 6 da  Declaração da Conferência da ONU sobre o Meio Ambiente (1972) é particularmente inspirador e usado para afirmar essa necessidade.
A sede do PNUMA foi estabelecida em Nairóbi, no Quênia, como resultado da Conferência das Nações Unidas sobre o Meio Ambiente Humano, com uma equipe de 300 pessoas, sendo que 100 deles em vários campos e com um fundo de mais de 100 milhões US$ para cinco anos. Na época, 40 milhões US$ foram prometidos pelos Estados Unidos e o restante por outras 50 nações.

## Diretores Executivos
O Programa é comandado por Diretores Executivos indicados diretamente pela Assembleia Geral da ONU, sem um período de mandato específico. 
Atualmente é chefiado por Erik Solheim, norueguês que também já foi ministro do meio ambiente em seu país. O atual diretor executivo do PNUMA, sucedeu o diretor anterior, Achim Steiner, em 2016. Como uma abordagem amigável aos meios de comunicação, o PNUMA frequentemente usa o termo " ONU Meio Ambiente".
A posição foi ocupada por 17 anos pelo Dr. Mostafa Kamal Tolba (1975-1992), que foi fundamental para trazer considerações ambientais à vanguarda do pensamento e ação global. Sob sua liderança, o sucesso mais aclamado da ONU Ambiental - o histórico acordo de 1987 para proteger a camada de ozônio - foi negociado com o Protocolo de Montreal.
Em dezembro de 1972, a Assembléia Geral da ONU elegeu por unanimidade Maurice Strong para chefiar o PNUMA. Também secretário-geral da Conferência das Nações Unidas sobre o Meio Ambiente Humano, de 1972, que lançou o movimento ambiental mundial, e a Cúpula da Terra de 1992, Strong desempenhou um papel fundamental na globalização do movimento ambiental.

### Lista de Diretores Executivos
| # | Imagem | Nome (Nascimento-Morte)           | Nacionalidade     | Tomou Posse | Deixou o Cargo |
| - | ------ | --------------------------------- | ----------------- | ----------- | -------------- |
| 1 |        | Maurice Strong (1929-2015)        | Canadá            | 1972        | 1975           |
| 2 |        | Mostafa Kamal Tolba (1922-2016)   | Egito             | 1975        | 1992           |
| 3 |        | Elizabeth Dowdeswell (1940-)      | Canadá            | 1992        | 1998           |
| 4 |        | Klaus Töpfer (1938-)              | Alemanha          | 1998        | 2006           |
| 5 |        | Achim Steiner (1961-)             | Brasil · Alemanha | 2006        | 2016           |
| 6 |        | Erik Solheim (1955-)              | Noruega           | 2016        | 2018           |
| 7 |        | Joyce Msuya (representativamente) | Tanzânia          | 2018        | 2019           |
| 8 |        | Inger Andersen                    | Dinamarca         | 2019        | Presente       |

## Áreas de atuação
O PNUMA desenvolve seus programas ao longo de sete áreas principais: mudança climática, desastres e conflitos, manejo de ecossistemas, governança ambiental, substâncias químicas e resíduos, eficiência no uso dos recursos e meio ambiente sob estudo. Sua missão declarada é "promover liderança e encorajar parcerias no cuidado com o ambiente através da inspiração, informação e capacitação de nações e pessoas para que melhorem sua qualidade de vida sem comprometer a das futuras gerações".
Faz parte do seu trabalho publicar estudos científicos nas suas diferentes áreas de concentração, que oferecem panoramas aprofundados sobre os problemas ambientais do mundo e sua relação com a sociedade, ao mesmo tempo em que dão instrumentos e alternativas para que a realidade atual se modifique em direção a um modelo de vida sustentável. Destacam-se entre essas publicações o Global Biodiversity Outlook, que faz um apanhado dos avanços na implementação de um plano estratégico global para o ambiente, com ênfase na conservação da biodiversidade, acompanhado de vários estudos subsidiários focalizados em problemas específicos ou em questões regionais; a série de Atlas sobre as regiões do mundo, analisando suas realidades socioambientais; a série Our Planet, avaliando os riscos ambientais pendentes em relação à saúde humana e ao bem estar da sociedade; Tunza, uma revista dedicada ao público jovem; a série Annual Report, relatórios anuais sobre o meio ambiente e as atividades do PNUMA e suas organizações associadas, e a série Year Book, que levanta as novas ameaças que aparecem a cada ano.
A importância de criação do PNUMA está em sua atuação. Além dos objetivos já citados, sua capacidade de dialogar com os Estados por meio de conferências, congressos e relatórios a nível mundial garantem que suas políticas são efetivas. Enquanto existe uma crítica a ONU e a Assembleia Geral por sua incapacidade de ação, ficando legadas ao plano de recomendações que não são postas em prática, o Protocolo de Kyoto, a Agenda 21 e os Objetivos Globais demonstram que o PNUMA consegue cumprir o que é proposto.
Um dos possíveis aliados a isso é o desenvolvimento sustentável. Criado em um contexto de globalização, o programa e seus membros entenderam que frear o desenvolvimento era impossível, visto sua dimensão global. Aliar desenvolvimento a sustentabilidade, e formar parcerias com empresas e sociedade civil permitiu ao PNUMA atingir todas as áreas necessárias para o cuidado com o meio ambiente.

## AnosInternacionais
- 1974 - Ano da População Mundial
- 1998 - Ano Internacional do Oceano
- 2002 - Ano Internacional das Montanhas
- 2002 - Ano Internacional do Ecoturismo
- 2003 - Ano Internacional da Água Fresca
- 2006 - Ano Internacional dos Desertos e Desertificação
- 2007-2009 - Ano Polar Internacional
- 2007-2008 - Ano Internacional do Golfinho[17]
- 2008 - Ano Internacional do Planeta Terra
- 2008 - Ano Internacional do Saneamento
- 2009 - Ano das Fibras Naturais
- 2009 - Ano Internacional do Gorila
- 2010 - Ano Internacional da Biodiversidade
- 2011 - Ano Internacional das Florestas
- 2012 - Ano Internacional da Energia Sustentável para Todos
- 2013 - Ano Internacional da Cooperação da Água
- 2015 - Ano Internacional dos Solos
- 2016 - Ano Internacional dos Pulsos
- 2017 - Ano Internacional do Turismo Sustentável para Todos

## Parcerias
O PNUMA estabeleceu uma parceria com a Organização Meteorológica Mundial que criou o Painel Intergovernamental sobre Mudanças Climáticas (IPCC), objetivando sintetizar e divulgar o conhecimento mais avançado sobre as mudanças climáticas que hoje afetam o mundo, especificamente o aquecimento global. Em 2007 o IPCC recebeu o Prêmio Nobel da Paz pelo seu trabalho em favor do ambiente e da humanidade. Outra parceria relevante foi formada com a GRID-Arendal, uma agência ambiental sediada na Noruega, que tem como objetivo básico produzir material informativo para não especialistas, a fim de fomentar a difusão do conhecimento e despertar a consciência da população e dos legisladores.
O Programa é também uma das agências fundadoras da cooperação internacional Global Environment Facility, que financia várias outras iniciativas importantes, como a Convenção sobre Diversidade Biológica, a Convenção-Quadro das Nações Unidas sobre a Mudança do Clima, a Convenção das Nações Unidas para o Combate à Desertificação, a Convenção de Estocolmo e a Convenção de Minamata sobre o Mercúrio.
Entre as principais ações do PNUMA, constam estudos profundos sobre os temas pertinentes ao meio ambiente que são, posteriormente, transformados em relatórios. Em 2015 foi lançado em português o Panorama da Biodiversidade Global 4 (Global Biodiversity Outlook 4 – GBO 4). De acordo com o PNUMA o relatório é a avaliação intermediária do programa em respeito ao progresso rumo à implementação do Plano Estratégico para a Biodiversidade 2011-2020.
Segundo um relatório do PNUMA em parceria com o organismo de Finanças de Nova Energia da Bloomberg (BNEF) e o Centro de Colaboração para o Clima e o Financiamento de Energia Sustentável da Escola de Frankfurt e da agência da ONU divulgado em março de 2016 com relação ao ano anterior, foi um dos dez maiores investidores em energia renovável do mundo. Foram calculados em torno de sete bilhões de recursos que o Brasil investiu nesse período, sendo a maior parte dos investimentos destinada a produção energia eólica (5,7 bilhões).
O PNUMA lança relatórios anuais sobre o progresso do programa na área ambiental. Em 2014, na publicação, foi possível perceber que existe uma recuperação da camada de ozônio, que pode voltar a níveis anteriores a 1980 até o meio do século e avanços significativos em investimentos em energias renováveis.
Outro relatório de impacto lançado pelo programa foi o “Comércio Internacional em Recursos: Uma análise biofísica”, também em 2015.  O relatório afirma que intensificação do uso de recursos gerados por trocas comerciais afetam nações em desenvolvimento, sendo necessária uma análise de energia, terra e água, entre outros, e seus impactos.
O PNUMA também trabalha com a conscientização da sociedade civil por meio de vídeos. Em 2018 ele lançou a campanha “Não sou eu, é você”, pelo fim do relacionamento com plásticos descartáveis, no dia 14 de fevereiro. Outra ação do programa em parceria com o PNUD e outros parceiros foi o curso online sobre “Segurança Ambiental e Paz Sustentável” para aprofundar sobre os múltiplos papéis exercidos pelos recursos naturais e o meio ambiente nas fases de início, escalada, resolução e recuperação de conflitos violentos.
Em janeiro de 2018 foi lançado o relatório “Trajetórias de mitigação e instrumentos de políticas públicas para o alcance das metas brasileiras no Acordo de Paris” que, de acordo com a ONU Meio Ambiente, analisou a forma como os principais setores nacionais como indústria, energia, transportes, domicílio, serviços, agricultura, florestas, gestão de resíduos, entre outros, podem ser peças fundamentais para o alcance das metas do Acordo de Paris no Brasil. O relatório também afirmou que Brasil tem condições de reduzir até 48% das emissões até 2050.
De acordo com o PNUMA, suas parcerias incluem governos, empresas, instituições acadêmicas e grupos da sociedade civil em todo o mundo em sua busca para fortalecer a capacidade da agência em lidar com desafios ambientais complexos.

### Parceiros do programa[30]
1. Basel Agency for Sustainable Energy (BASE)
2. BCA Centre for Sustainable Buildings (CSB)
3. Environmental Management Group
4. Frankfurt School of Finance and Management
5. Global Efficient Lighting Centre (GELC)
6. Global Reporting Initiative (GRI)
7. Global Resource Information Database (GRID)
8. The Global Environment Facility (GEF)
9. UN Environment Collaborating Centre on Water and Environment (UCC-Water)
10. UN Environment - DTU Partnership
11. UN Environment World Conservation Monitoring Centre (WCMC)
12. UN Environment International Ecosystem Management Partnership
13. United Nations Scientific Committee on the Effects of Atomic Radiation (UNSCEAR)

## Estrutura
Sua estrutura interna se orienta em sete divisões importantes:  
- Aviso Prévio e Avaliação (DEWA)
- Implementação de Política Ambiental (DEPI)
- Tecnologia, Industria e Economia (DTIE)
- Cooperação Regional (RDC)
- Direito Ambiental e Convenções (DELC)
- Comunicações e Informação Pública (DCPI)
- Coordenação Global do Meio Ambiente (DGEF)

### Escritórios
Com sede no Quênia, o PNUMA tem seis escritórios regionais:
- América Latina e Caribe, situado na Cidade do Panamá, Panamá
- Europa, situado em Genebra
- África, situado em Nairobi, Quênia
- América do Norte, situado em Washington, DC
- Ásia e Pacífico, situado em Bangkok, Tailândia
- Ásia Ocidental, situado em Manama, Reino de Bahrein

Os escritórios existem para apoiar instituições e processos de governança ambiental e garante o engajamento de uma ampla gama de parceiros dos setores governamental e não governamental, acadêmico e privado em torno de acordos ambientais multilaterais e de programas e projetos de sustentabilidade.

## Escritório no Brasil
Em 2004, o PNUMA abriu um escritório em Brasília, no Brasil, como parte de um programa de descentralização. No Brasil o escritório do Pnuma estabeleceu como prioridades as áreas de acesso à biodiversidade, produção e consumo sustentáveis, emissão de gases de efeito estufa, substância poluentes e turismo sustentável.
O escritório trabalha com programas em seis áreas: mudança do clima, desastres e conflitos, manejo de ecossistemas, governança ambiental, substâncias químicas e resíduos, eficiência de recursos e o meio ambiente em estudo.
A ONU Meio Ambiente Brasil declara que a região possui uma diversidade de ambientes, ecossistemas, espécies e culturas e para isso ela trabalha com 33 países e 588 milhões de pessoas. No Brasil, o escritório tem a missão de disseminar, entre seus parceiros e à sociedade em geral, informações sobre acordos ambientais, programas, metodologias e conhecimentos em temas ambientais relevantes da agenda global e regional e, por outro lado, promover uma mais intensa participação e contribuição de especialistas e instituições brasileiros em foros, iniciativas e ações internacionais.
O escritório da ONU Meio Ambiente no Brasil, conta com Denise Hamú como Representante. Dentre as principais áreas temáticas de atuação estão à mudança do clima, o manejo de ecossistemas e biodiversidade, o uso eficiente de recursos, o consumo e a produção sustentáveis e a governança ambiental. Dentre as principais áreas temáticas de atuação da ONU Meio Ambiente no período 2010-2011 estão às mudanças climáticas, a gestão de ecossistemas e biodiversidade, o uso eﬁciente de recursos e o consumo e produção sustentáveis e a governança ambiental. Nessas áreas, a ONU Meio Ambiente procura contribuir para o diálogo entre os gestores públicos, atores da sociedade civil, do setor privado e acadêmico.
Segundo um relatório do PNUMA em parceria com o organismo de Finanças de Nova Energia da Bloomberg (BNEF) e o Centro de Colaboração para o Clima e o Financiamento de Energia Sustentável da Escola de Frankfurt e da agência da ONU, divulgado em março de 2016 com relação ao ano anterior, o Brasil foi um dos dez maiores investidores em energia renovável do mundo. Foram calculados em torno de sete bilhões os recursos que o Brasil investiu nesse período, sendo a maior parte dos investimentos destinada à produção de energia eólica (5,7 bilhões).
O Banco Nacional de Desenvolvimento Econômico e Social (BNDES) foi citado pelo relatório como o quarto banco de desenvolvimento mais ativo do mundo no setor de financiamento de projetos de energia limpa. O organismo brasileiro informou ao PNUMA e às outras instituições responsáveis pela pesquisa que emprestou o equivalente a 1,8 bilhão de dólares para iniciativas envolvendo energia eólica.